# Stadtbefestigung Hainburg an der Donau

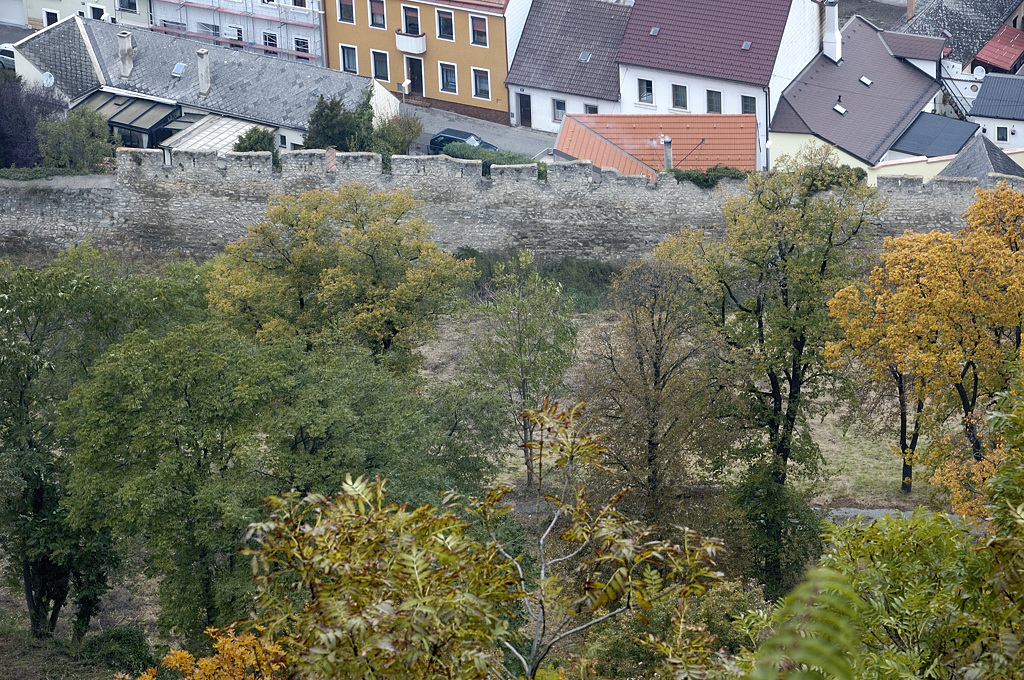
Stadtmauer

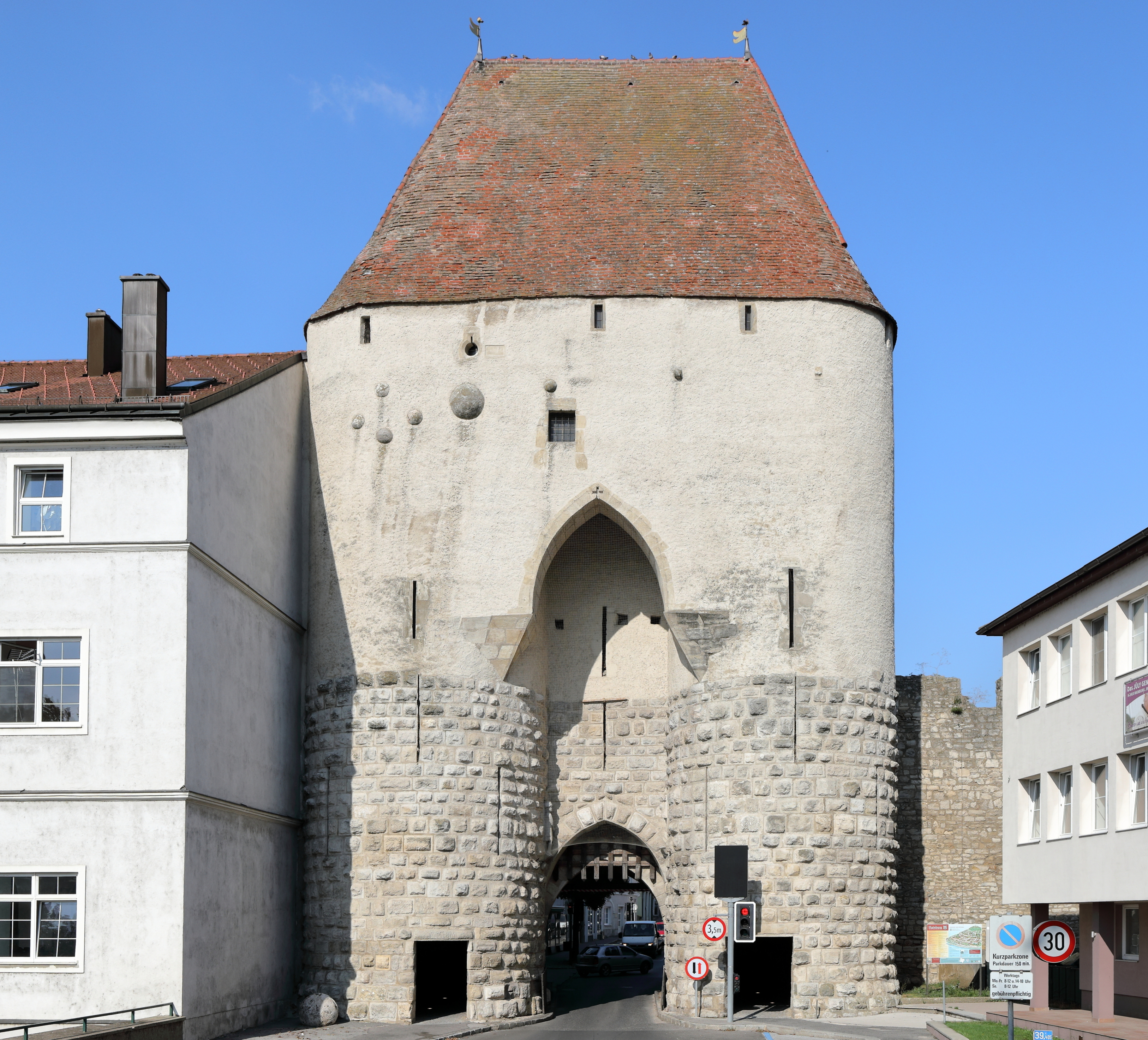
Wienertor

Die Stadtbefestigung Hainburg an der Donau befindet sich in der Stadtgemeinde Hainburg an der Donau in Niederösterreich. Die Stadtbefestigung steht unter Denkmalschutz (Listeneintrag).

## Geschichte
Die Stadtbefestigung wurde weitgehend in der ersten Hälfte des 13. Jahrhunderts erbaut. Im Jahr 1194 soll mit einem Teil des Lösegeldes von Richard Löwenherz die Ummauerung finanziert worden sein. Festgestellt wurde eine ältere Planungs- und Bauphase einer Ummauerung im Süden, zumal ebendort später zwischen dem Wienertor und dem Schlossberg sekundär vier Türme vermutlich in vorbereitete Baulücken eingefügt wurden. Diese älteren Stadtmauerteile beinhalten die für Hainburg typischen Zinnen und Sichtscharten, jedoch keine Ausfallsportale, weil in dieser Ausbaustufe noch kein vorgelegter Zwinger geplant war. Der Abschluss der Hauptbauphase erfolgte wohl um 1230/1240 mit der Erbauung des Ungar- und Wienertores.
Wohl um 1267/1270 erfolgte ein baulicher Ausbau des Ungar- und Wienertores und wohl auch in der zweiten Hälfte des 13. Jahrhunderts des Fischertores. Vor dem Ungartor gibt es Reste eines spätgotischen Torzwingers.
Im Jahr 1477 erfolgte eine erfolglose Belagerung der Stadt durch Matthias Corvinus, seine zweite Belagerung war 1482 durch Verrat erfolgreich und bewirkte Zerstörungen.
Erste defensive Umbauten wegen der Entwicklung der Schusswaffen sind um 1500 belegt. Ab 1532 erfolgte umfangreiche Arbeiten der Instandsetzung sowie Umbauten an den Wehrmauern und Türmen.
1618/1619 erfolgten Belagerungen und Zerstörungen. Im Jahr 1621 wurden die Wehrgänge und Türme instand gesetzt. 1683 erfolgte die Eroberung durch die Osmanen.
In der Mitte des 19. Jahrhunderts wurden der Kasernenturm historistisch umgebaut und der nordwestliche Eckturm geschleift. Weiters wurden im 19. und 20. Jahrhundert Durchbrüche durch die Stadtmauern für den Auto- und Bahnverkehr geschaffen.

## Architektur
Die Konzeption und Ausführung orientierte sich an westeuropäischen Beispielen und an der Kreuzfahrerarchitektur. Die Heimenburg auf dem Schlossberg wurde in die Stadtbefestigung einbezogen. Auch der Uferbereich zur Donau wurde gesperrt. Da die zahlreichen Türme und Tore erhalten sind, gilt die Stadtbefestigung von Hainburg als die monumentalste Anlage des 13. Jahrhunderts in Mitteleuropa.

### Stadtmauer
Die bis zu 12 m hohen und 2,2 m starken Stadtmauern sind weitgehend erhalten, nur im Nordwesten wurde die Stadtmauer in einem größeren Bereich abgebrochen bzw. überbaut.
Die spätromanischen Mauerstrukturen variieren je nach Steinmaterial und Bauetappe mit lagerhaftem Bruchsteinmauerwerk teils mit markanten Einschüben von plattigen Lagen, orthogonalen sowie schräg gestellten Steinreihen und Opus spicatum. Die teils original erhaltenen Zinnenabschlüsse befinden sich südlich des Wienertores und im vermauerten Zustand westlich des Wasserturmes mit Sichtscharten in jeder zweiten Zinne. Es gibt schmale gemauerte Treppen als Aufgänge zu den Wehrgängen, ostseitig zehn. Westseitig sind vier primäre Portale nachgewiesen, teils in Werksteintechnik, als Verbindung zu dem der Stadtmauer vorgelagertem Zwinger. Das ursprüngliche Ensemble von Graben, Zwinger und Stadtmauer mit Türmen ist ostseitig nachvollziehbar. Zur Seite der Donau gibt es zahlreiche teils primäre Stützpfeiler mit statischer Bedeutung und wehrtechnischer Funktion als Flankierungtürmchen.
Nach Süden zum Burgberg hin gibt es eine etwas niedrigere spätromanische in Ost-West-Richtung verlaufende Wehrmauer teils mit originalen Zinnen. Ebendort befindet sich am Ende der Freyungsstraße ein Torbau um 1853 der Marc-Aurel-Kaserne, wohl an der Stelle des mittelalterlichen Verbindungstores zur Burg.